# Kosbor
A kosbor (Orchis) a kosborfélék (orchideafélék, Orchidaceae) családjának egyik nemzetsége. Egyes fajait a rendszerezők a Neotinea nemzetségbe sorolják. Valamennyi, Európában élő faja védett növény.

## Származása, elterjedése
Ausztrália kivételével az egész földkerekségen megtalálható; mintegy ötvennyolc fajából 22 Magyarországon is honos. A fajok elkülönítése a nagy változékonyság és a gyakori hibridek miatt — a kosborfélék legtöbb nemzetségéhez hasonlóan — meglehetősen nehéz és bizonytalan.

## Megjelenése
Többnyári gyökere közt két gömbölyded vagy ujjas gumó van. Ezeket alakjuk miatt heregumóknak nevezik; a nemzetség róluk kapta tudományos nevét. Nyél nélküli levelei hüvelyesen ölelik a szárat, virágzata füzér, magrejtője külső és sodort, ajakszirma háromkaréjú, sarkantyús termése háromfelé repedő tok. Szép piros virágával a rétet s erdőt díszíti, a jó televényt szereti, sőt az ingoványon s a Rákos homokján is nő. Az évi megújulás és kihajtás friss és ép gumó tetején levő rügyből indul meg. Virágzáskor rendesen két gumója van, de a tavalyi nemsokára elvész, csak az idei telel ki.
Az egyes fajok virágzata páratlanul változékony: a virágok formája és mérete is roppant különféle. A mélyen karéjos mézajak kevésbé feltűnő, mint a bangóké. A megporzó rovarokhoz viszonylag kevéssé specializálódtak, de színük és formájuk még a fajokon belül is igen változékony. Oldalcimpáik és belső lepelleveleik igen fejlettek. A Kárpát-medencében élő kosborfélék közül ezek virágzata a legdúsabb (10–50) és a legtömöttebb.

## Életmódja, termőhelye
Nagyon érzékeny a termőhely változásaira. Mikorrhizás; a gyökér bőrszövete alá parányi, a növénnyel szimbiózisban élő gombák települnek. Apró magvaiban nincs fehérje, ezért a magok a gombatelep nélkül nem tudnak kicsírázni.
Az egyes fajok igen eltérő körülményekhez alkalmazkodtak: nemcsak a humuszban gazdag talajú réteken és az erdőkben találjuk meg őket, de a lápokban-lápréteken, sőt, a Duna-Tisza közének homokbuckáin is.

## Felhasználása
Számos faja és kiváltképp a kimondottan a látvány kedvéért nemesített számtalan hibridje dísznövény. Gumójában sok a növényi nyálka és a keményítő, ezért kivonatát salep (radix salep) néven tápláló orvosságként hasznosítják.